# Anna Thelander
Anna Cecilia Lovisa Thelander, gift Thelander och Olsson, född Hjorth den 1 augusti 1867 i Hedvig Eleonora församling, Stockholms stad, död 23 februari 1945 i Täby församling, Stockholms län, var en svensk balettdansare. Hon var mor till Cecilia Olsson.
Hon var elev 1876–1886, figurant 1886–1891 och sekonddansös vid Operabaletten 1891.
Hon hade roller i Undina, i Blomsterbalett, i Skuggbalett, i Ett romerskt festspel samt i Carmen, Wilhelm Tell, Trubaduren, Romeo och Julia, Den vilseförda och Figaros bröllop.
Hon var gift två gånger.